# Polly of the Circus (1917)
Polly of the Circus is een Amerikaanse stomme film uit 1917 met in de hoofdrol Mae Marsh. Het scenario is gebaseerd op het gelijknamige Broadway-toneelstuk van Margaret Mayo uit 1907. De film werd destijds in Nederland uitgebracht onder de titel Polly van den Circus.

## Verhaal
Polly is wees geworden nadat haar moeder, een circusartieste, verongelukt is. Ze werd opgevoed door de circusclown Toby en heeft nu zelf een circusnummer met haar paard Bingo. Wanneer ze ernstig gewond raakt tijdens een dubbele salto, wordt ze naar het huis van de jonge dominee John Douglas gebracht om te herstellen.
Het circus laat Polly en haar paard achter en geleidelijk worden Polly en John verliefd. De bewoners van het dorp, onder leiding van Deacon Strong, zijn geschokt dat hun dominee verliefd zou kunnen worden op een circusmeisje en dwingen hem om te kiezen tussen Polly en zijn kerk. Ondertussen komt Polly erachter dat haar circusvrienden wanhopig geld nodig hebben. Ze neemt met Bingo deel aan een paardenrace en om de dominee te sparen keert ze met haar winst terug naar het circus.
Een jaar later is het circus terug in het dorp en tijdens een voorstelling vat de tent vuur. Toby en John kunnen Polly in veiligheid brengen en de geliefden worden herenigd.

## Rolverdeling
| Acteur                | Personage       |
| --------------------- | --------------- |
| Mae Marsh             | Polly           |
| Vernon Steele         | John Douglas    |
| Charles Eldridge      | Toby            |
| Wellington Playter    | Big Jim         |
| George Trimble        | Barker          |
| Lucille Laverne       | Mandy           |
| Dick Lee              | Hasty           |
| Charles Riegel        | Deacon Strong   |
| Lucille Satterthwaite | Julia Strong    |
| J.B. Hollis           | Deacon Elverson |
| Helen Salinger        | Mrs. Elverson   |
| Isabel Vernon         | Sallie          |
| Viola Compton         | Jane            |
| John Carr             | Jim             |
| Stephen Carr          | John            |
| Mildred Call          | Little Polly    |

## Trivia
- Polly of the Circus is de eerste film die Samuel Goldwyn produceerde nadat hij zijn studio Goldwyn Pictures had opgericht.
- Er werd lang gedacht dat de film verloren gegaan was, nadat het laatste exemplaar vernietigd werd in de brand in een opslagruimte van MGM in 1965.[3][4] In 1978 werd echter een exemplaar teruggevonden in een verzameling van stomme films begraven in de permafrost in Dawson City (Yukon).[5]